# Серёгин, Николай Александрович
Николай Александрович Серёгин — советский государственный, хозяйственный и партийный деятель.

## Биография
Родился в 1927 году в деревне Волоть Тульской области. Член ВКП(б).
С 1942 года — на хозяйственной, общественной и партийной работе.
В 1942—2005 гг. :
- рабочий Рождественского щебёночного завода Наркомата путей сообщения,
- в артели «Специалист»,
- старший инженер производственно—диспетчерского отдела «Облметаллсоюза»,
- первый секретарь Зареченского райкома ВЛКСМ,

### * на партийной работе в Тульской области
- председатель Тульского горисполкома, 
- первый секретарь Тульского горкома КПСС,
- секретарь Тульского обкома КПСС, 
- директор завода «Красный Октябрь»,
- генеральный директор производственного объединения «Туласантехника»,
- председатель Тульского областного совета ветеранов войны, труда, Вооружённых Сил и правоохранительных органов.

Избирался депутатом Верховного Совета РСФСР 7-го созыва.
Почётный гражданин Тулы.